# Évêché titulaire d'Avioccala
Avioccala est le nom d'un diocèse de l'église primitive aujourd'hui désaffecté.
Son nom est utilisé comme siège titulaire pour un évêque chargé d'une autre mission que la conduite d'un diocèse contemporain.
Il est actuellement porté par Lucien Fischer, vicaire apostolique émérite de Saint-Pierre-et-Miquelon.

## Situation géographique
Ce diocèse était situé dans la région de Carthage en Afrique du Nord.

## Liste des évêques contemporains titulaires de ce diocèse
| Début      | Fin        | Nat.       | Nom                        | Fonction exercée                                            |
| ---------- | ---------- | ---------- | -------------------------- | ----------------------------------------------------------- |
| 30/09/1964 | 29/11/1977 | Allemagne  | Antonio Kühner y Kühner    | Prélat de Tarma (Pérou)                                     |
| 17/12/1977 | 19/10/1983 | Pays-Bas   | Henny Bomers (nl)          | Vicaire apostolique de Gimma (en) (Éthiopie)                |
| 19/01/1983 | 13/01/1994 | États-Unis | Robert Carlson             | Évêque auxiliaire de Saint-Paul et Minneapolis (États-Unis) |
| 20/12/1993 | 03/04/1998 | Birmanie   | Philip Lasap Za Hawng (de) | Évêque auxiliaire de Myitkyina (Birmanie)                   |
| 17/02/2000 |            | France     | Lucien Fischer             | Vicaire apostolique de Saint-Pierre-et-Miquelon (France)    |